# إعصار مولاف (2020)
إعصار أو تايفون مولاف والمعروف في الفلبين باسم إعصار كوينتا، كان إعصارًا استوائيًا قويًا وصل إلى اليابسة في الفلبين في أكتوبر 2020. وهو يعتبر العاصفة الثامنة عشرة والإعصار الثامن لموسم أعاصير المحيط الهادئ لعام 2020، نشأ مولاف من منخفض استوائي تشكل في 23 أكتوبر شرق بالاو. في الساعة 15:00 بالتوقيت العالمي المنسق في اليوم التالي تطور المنخفض إلى العاصفة الاستوائية مولاف، حيث انجرف بشكل عام باتجاه الشمال الغربي. وسرعان ما أصبح مولاف إعصارًا في 25 أكتوبر مع تحوله إلى الغرب، حدث ذلك قبل وقت قصير من وصوله إلى جزيرة سان ميغيل في ألباي، وآخر في ماليناو وسان أندريس وتوريخوس وبولا .

## تاريخ الأرصاد الجوية
في 23 أكتوبر، بدأت وكالة الأرصاد الجوية اليابانية (JMA) في تتبع منخفض استوائي حوالي 190 ميل بحري (350 كـم) شمال بالاو. وفي نفس اليوم حذت الوكالة الفلبينية PAGASA حذوها حيث تم تشكيل النظام داخل منطقة المسؤولية الفلبينية، شرق مينداناو، وأطلق على النظام اسم كوينتا Quinta . في اليوم التالي اعترفت JTWC أيضًا بالنظام باعتباره منخفضًا استوائيًا. وفي الساعة 15:00 من نفس اليوم، قامت JTWC بترقية النظام إلى عاصفة استوائية، مع قيام وكالة الأرصاد الجوية اليابانية و PAGASA بعمل نفس الشيء على بعد بضع ساعات من بعضهما البعض. الآن عاصفة استوائية، تم تسمية النظام Molave من قبل JMA. في اليوم التالي، قامت PAGASA بترقية النظام إلى عاصفة استوائية شديدة أثناء اقترابه من منطقة Bicol . في وقت لاحق من ذلك اليوم تطورت العاصفة إلى إعصار أثناء توجهها إلى ألباي وكامارينس سور ، مما أدى إلى رفع التحذيرات إلى الدرجة 3 من الأعاصير المدارية لكل من المقاطعات المجاورة والمقاطعات المجاورة. بعد ذلك بلحظات، قامت وكالة الأرصاد الجوية اليابانية أيضًا بترقية النظام إلى إعصار وتبعها JTWC بعد بضع ساعات.
وفي الساعة 18:10 بتوقيت الفلبين (10:10 بالتوقيت العالمي) ، قام مولاف بأول هبوط على اليابسة في جزيرة سان ميغيل في ألباي، وآخر في ماليناو بعد 40 دقيقة فقط، يليه سان أندريس في الساعة 22:30 بتوقيت الفلبين (15:30 بالتوقيت العالمي) ، Torrijos الساعة 01:20 بتوقيت الفلبين (17:20 بالتوقيت العالمي) وبولا الساعة 3:30 بتوقيت الفلبين (19:30 بالتوقيت العالمي).
ظهر مولاف فوق بحر الصين الجنوبي في 26 أكتوبر، واستمر في الازدياد تدريجيًا حيث ابتعد عن الفلبين. تعززت قوته لإعصار قوي من الفئة 3 على الرغم من الظروف غير المواتية نسبيًا.
وصل مولاف إلى اليابسة في محافظة كوانغ ناي، وسط فيتنام في الساعة 10:10 UTC + 7 (03:10 UTC) ، في 28 أكتوبر بقوة الإعصار من الفئة 2.

## الاستعدادات

### الفلبين

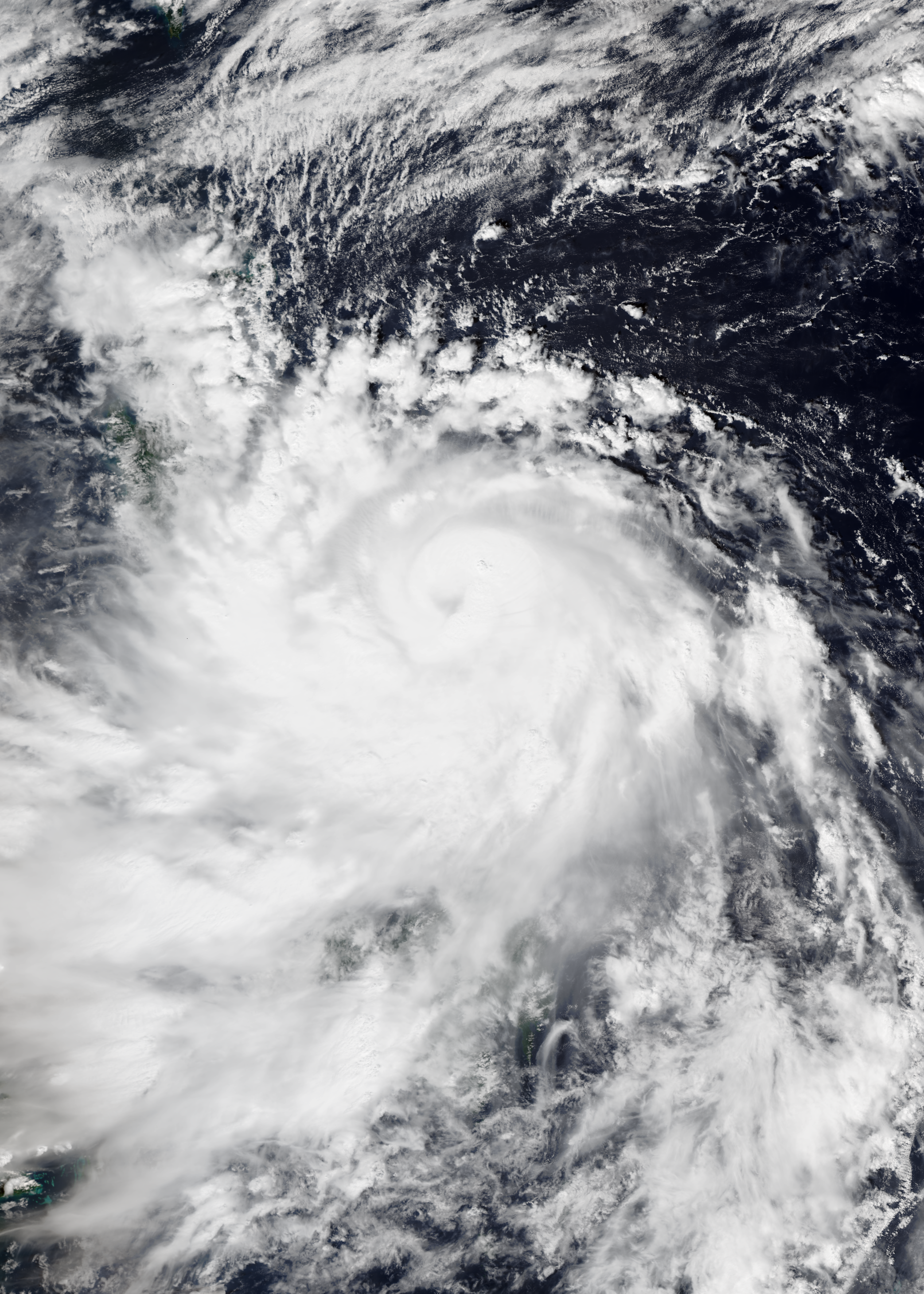
Molave قبل وقت قصير من وصول اليابسة في الفلبين في 25 أكتوبر

في 24 أكتوبر 2020 حذر المعهد الفلبيني لعلم البراكين والزلازل (PHIVOLCS) في اللهار من منحدرات قناة نهر بركان مايون في منطقة بيكول أثناء الإعصار. اضطر ما يقرب من 9000 شخص إلى الفرار من منازلهم في الفلبين، حيث تم تعليق السفر البحري مع اقتراب العاصفة. وتم تأجيل افتتاح موسم 2020 من الدوري الفلبيني لكرة القدم (PFL) إلى 28 أكتوبر بسبب الطقس العاصف . تم تعليق الفصول الدراسية والعمل الحكومي في بعض المناطق في 26 أكتوبر 2020 أثناء الإعصار.

### فيتنام
من المتوقع إجلاء ما يقرب من 1.3 مليون شخص في فيتنام، حيث أمر رئيس الوزراء نجوين شوان فوك القوارب التي على الشاطئ ونصح بالاستعدادات لقوات الأمن والمقيمين في المنطقة. كما قارن رئيس الوزراء بين مولاف وإعصار دامري عام 2017.
أُلغيت مئات الرحلات الجوية وأجبرت المدارس على الإغلاق. وحشدت الحكومة الفيدرالية حوالي 250.000 جندي و 2300 مركبة لاستخدامها في مهام البحث والإنقاذ. ساعد أفراد من الجيش الفيتنامي في تحميل كبار السن في حافلات الإجلاء وساعدوا في توجيه القوارب إلى الشاطئ. كما ساعد البعض السكان على وضع أكياس الرمل على أسطح منازلهم.
في 27 أكتوبر طلبت لجنة «دا نانغ» الشعبية من الناس عدم مغادرة منازلهم بدءًا من الساعة 8:00 مساءً (بالتوقيت المحلي) في تلك الليلة وحثت جميع المسؤولين والعمال على عدم الحضور إلى العمل في اليوم التالي، بالإضافة لإجراءات أخرى استعدادًا لذلك الإعصار.

## التأثير والعواقب

### الفلبين

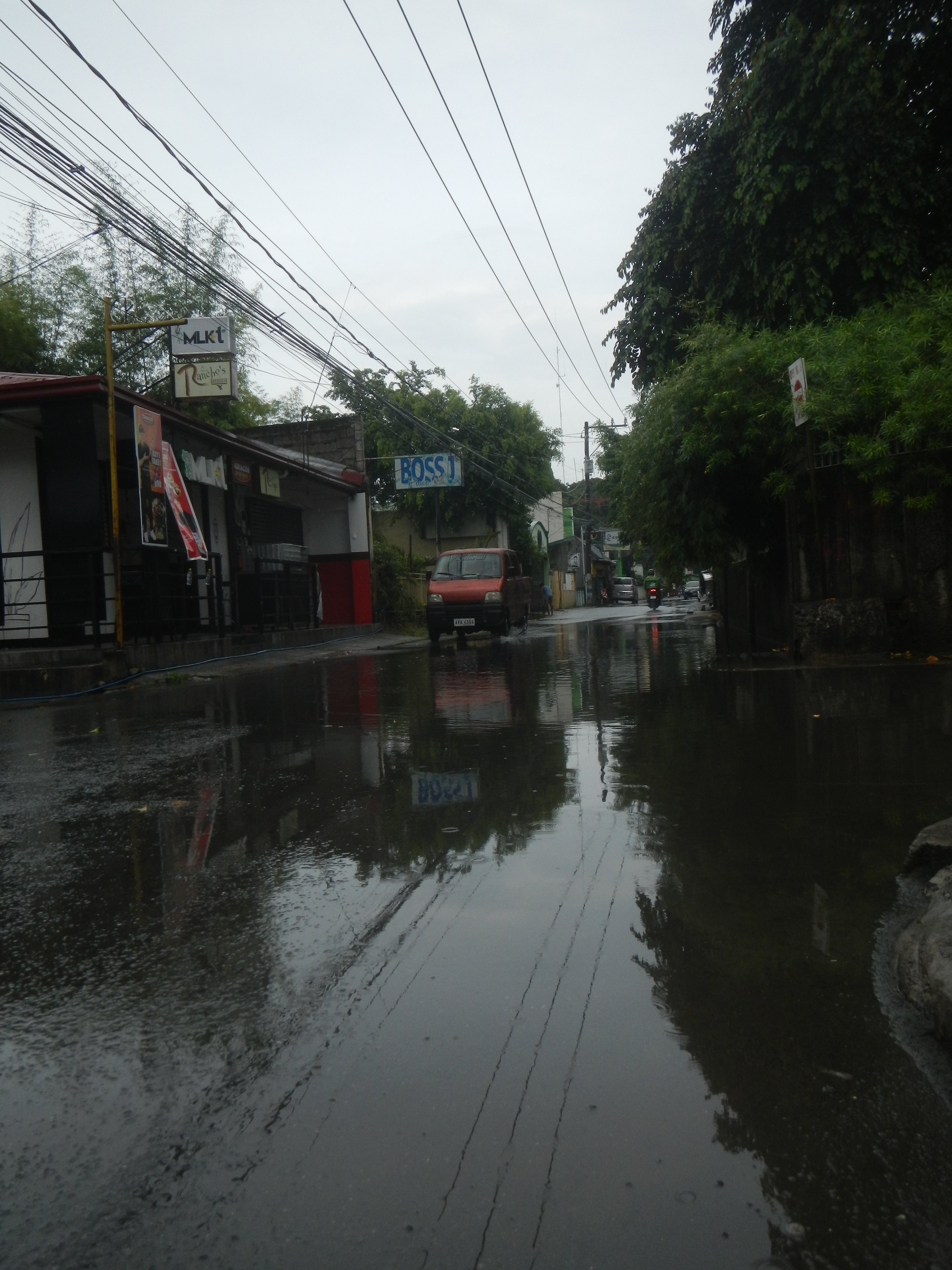
شارع الفيضانات الناجمة عن Molave في Baliuag

وصل إعصار مولاف إلى الشاطئ في الفلبين في 25 أكتوبر مع رياح قصوى تبلغ 80 ميلاً في الساعة (130 كم / ساعة) في 25 أكتوبر. تلقى المجلس الوطني للحد من مخاطر الكوارث وإدارتها (NDRRMC) في الفلبين تقارير عن الطرق والجسور المتضررة والفيضانات والانهيارات الأرضية في نفس اليوم. وغمرت المياه العديد من القرى والأراضي الزراعية في المنطقة وسقطت خطوط الكهرباء والأشجار، مما أدى إلى انقطاع التيار الكهربائي في ألباي وسورسوغون وباتانجاس وكافيت . وتم تهجير نحو 120.000 شخص وتقطعت السبل بأكثر من 1800 عامل في الموانئ. وتم إعلان قانون الطوارئ في وقت مبكر من يوم 27 أكتوبر لمدينة باتانجاس، بسبب «الدمار الشامل والأضرار الجسيمة» التي سببتها العاصفة.
غرق يخت قبالة ساحل مقاطعة باتانجاس وتم إنقاذ 7 صيادين بينما تم الإبلاغ عن فقد 12 صيادا آخرين على متن قارب بالقرب من كاتاندوانيس . خلف مولاف ما لا يقل عن 9 قتلى و 13 في عداد المفقودين في المجموع. تفاقمت الفيضانات التي سببها إعصار سعودل في كويزون قبل يومين فقط من قبل مولاف. أثر مولاف أيضًا على المناطق التي لا تزال تتعافى من آثار إعصار كاموري (تيسوي) قبل عام واحد، مما دفع السكان إلى الفرار إلى مراكز الإجلاء الخاصة بهم. ونظمت الحكومة الفلبينية مساعدات إغاثة في أعقاب الإعصار بتزويد المتضررين بما قيمته 890.5 مليون ين من المواد الغذائية وغيرها من المواد.
اعتبارًا من 28 أكتوبر وصلت الأضرار المبلغ عنها للزراعة في مقاطعة أورينتال ميندورو بالفعل₱2 مليار . كما وصلت الأضرار في منطقة بيكول وحدها إلى ما لا يقل عن 286.3 مليون ين، مع تضرر 6671 منزلًا وتدمير 243 على الأقل. والأضرار التي لحقت بالزراعة والبنية التحتية₱430 مليون (8.9 مليون دولار أمريكي).

### فيتنام
في 27 أكتوبر تسبب الإعصار في غرق قاربي صيد فيتناميين. ونشرت السلطات قوارب بحث للبحث عن 26 صيادا مفقودا كانوا على القوارب.
بدأ مولاف في التأثير على فيتنام في وقت متأخر من يوم 27 أكتوبر. في صباح يوم 28 فقدت جزيرة لو سين بأكملها وسكانها البالغ عددهم 20 ألفًا الكهرباء. وتعرضت الجزيرة لرياح تبلغ 165 كم / ساعة (100 ميل في الساعة) لساعات. وأمواج يصل ارتفاعها إلى 6 قدم (1.8 م) ضربت المناطق الساحلية لفيتنام.
تسبب مولاف في دمار واسع النطاق في وسط فيتنام. وتم الإبلاغ عن هبوب رياح بلغت ذروتها عند 176 كم / ساعة (109 ميل في الساعة) في مدينة Quảng Ngãi . جلب مولاف أمطاراً غزيرة. وهطل على Sơn Kỳ (Quảng Ngãi) 18.50 بوصة (470 ملم) على مدار 24 ساعة من هطول الأمطار.
دمر الإعصار 56163 منزلا وترك 6.5 مليون شخص بدون كهرباء. وقتل 6 اشخاص وجرح 16 وفقد 53 اخرين. قدرت الخسائر الأولية في Quảng Nam بحوالي 1000 مليار دونج فيتنامي (43.14 مليون دولار).